# Jan Hošek (fotbalista)
Jan Hošek (* 1. dubna 1989 Klatovy, Československo) je český fotbalový obránce a bývalý mládežnický reprezentant, působící v týmu FK Teplice. Mimo Česko působil na klubové úrovni v Polsku. Jeho fotbalovými vzory jsou Zinédine Zidane a Zlatan Ibrahimović. Nastupuje na postu středního obránce, vyniká v hlavičkových soubojích. Jeho bratr-dvojče Petr Hošek je také fotbalista.

## Klubová kariéra
Svoji fotbalovou kariéru začal v mužstvu TJ Okula Nýrsko, odkud se přes mládež klubu SK Klatovy 1898 dostal do Slavie Praha. Před jarní částí sezony 2007/08 propracoval do seniorské kategorie.

### SK Slavia Praha
Ve Slavii nejprve nastupoval za rezervu. V zimním přípravě na jaro 2009 se připojil k „áčku“ a vstřelil dvě branky, díky čemuž ho tehdejší trenér Karel Jarolím zařadil na prvoligovou soupisku.

#### Sezona 2008/09
V dresu Slavie debutoval v ligovém utkání 17. kola hraného 23. února 2009 proti Viktorie Plzeň (výhra 3:2), odehrál celý zápas po boku Davida Hubáčka. V březnu uzavřel se Slavii novou smlouvu do 31. 12. 2012. Na jaře 2009 pomohl týmu k obhajobě mistrovského titul ze sezony 2007/08. Celkem v ročníku odehrál šest ligových střetnutí.

#### Sezona 2009/10
Se Slavii se představil ve skupinové fázi Evropské ligy UEFA, kde bylo mužstvo nalosováno do skupiny B společně s Janov CFC (Itálie), Lille OSC (Francie) a Valencia CF (Španělsko). Hošek odehrál pouze poslední utkání proti Lille (prohra 1:3). Slavie skončila ve skupině se třemi body na čtvrtém místě a do jarní vyřazovací části nepostoupila. V lize Hošek za tým nastoupil k pěti zápasům.

### FK Teplice
V červenci 2010 přestoupil za nespecifikovanou částku do týmu FK Teplice, se kterým uzavřel tříletý kontrakt.
Ligový debut v dresu Teplic si odbyl 9. 8. 2010 ve 4. kole proti Dynamu České Budějovice (remíza 1:1), když v 87. minutě nahradil na hrací ploše Jakuba Mareše. V srpnu 2013 byl na testech ve Slavii, ale do svého bývalého klubu se nakonec nevrátil. V 10. března 2014 vstřelil chvíli před koncem vítězný gól utkání proti Slavii Praha, zařídil výhru Teplic 1:0 a posun na průběžnou třetí příčku ligové tabulky. Byla to zároveň jeho premiérová branka v nejvyšší soutěži. Podruhé v dresu Teplic se střelecky prosadil 3. 5. 2015 proti Baumitu Jablonec, když ve třetí minutě nastavení vyrovnal na konečných 1:1. V dresu Teplic odehrál celkem 46 střetnutí v lize.

### Cracovia (hostování)
V létě 2011 se o Hoška zajímal slovenský tým MŠK Žilina, nakonec zamířil do Polska na roční hostování s opcí do Cracovie z města Krakov. V dresu Cracovie si odbyl ligovou premiéru v sedmém kole hraném 18. 9. 2011 proti Śląsku Wrocław (prohra 0:1), nastoupil na posledních 15 minut. S mužstvem bojoval na jaře 2012 o záchranu v Ekstraklase, která se nezdařila. Během svého působení si připsal 14 ligových startů.

### FK Baník Sokolov (hostování)
V zimě 2012/13 odešel kvůli většímu zápasovému vytížení hostovat do druholigového Baníku Sokolov. První utkání za Baník odehrál 9. března 2013 v 18. kole proti MASu Táborsko, nastoupil na celých 90 minut a pomohl Sokolovu k výhře na půdě soupeře v Sezimově Ústí 1:0. Za Baník během půl roku nastoupil v lize k 14 zápasům.

### MFK Karviná
V únoru 2016 jeho další fotbalové kroky směřovaly na hostování do týmu MFK OKD Karviná.

#### Sezona 2015/16
V dresu Karviné debutoval v 17. kole hraném 5. 3. 2016 proti Slavoji Vyšehrad (výhra 2:0), odehrál celý zápas. Ve druhé lize nastoupil mj. proti svému bratrovi působícímu tehdy v mužstvu MFK Frýdek-Místek. Svůj první ligový gól za Karvinou vsítil ve čtvrté minutě zápasu s FK Pardubice (výhra 2:0). Jeho branka zároveň rozhodla o postupu Karviné do první ligy. Během neúplně sezony 2015/16 odehrál 13 utkání.

#### Sezona 2016/17
Před sezonou 2016/17 po skončení smlouvy v Teplicích přestoupil do Karviné, se kterou uzavřel kontrakt na jeden rok s opcí na prodloužení. 22. října 2016 se v 11. kole střelecky prosadil na domácím stadionu proti Teplicím, ale v konečném důsledku jeho trefa z 19. minuty pouze mírnila vysokou prohru 1:4.

## Klubové statistiky
Aktuální k 8. březnu 2017
| Sezona  | Klub                     | Soutěž             | Zápasy | Góly |
| ------- | ------------------------ | ------------------ | ------ | ---- |
| 2007/08 | SK Slavia Praha          | Gambrinus liga     | 0      | 0    |
| 2008/09 | SK Slavia Praha          | Gambrinus liga     | 6      | 0    |
| 2009/10 | SK Slavia Praha          | Gambrinus liga     | 5      | 0    |
| 2010/11 | SK Slavia Praha          | Gambrinus liga     | 0      | 0    |
| 2010/11 | FK Teplice               | Gambrinus liga     | 20     | 0    |
| 2011/12 | FK Teplice               | Gambrinus liga     | 0      | 0    |
| 2011/12 | Cracovia (host.)         | Ekstraklasa        | 14     | 0    |
| 2012/13 | FK Teplice               | Gambrinus liga     | 0      | 0    |
| 2012/13 | FK Baník Sokolov (host.) | 2. liga            | 14     | 0    |
| 2013/14 | FK Teplice               | Gambrinus liga     | 16     | 1    |
| 2014/15 | FK Teplice               | Synot liga         | 7      | 1    |
| 2015/16 | FK Teplice               | Synot liga         | 3      | 0    |
| 2015/16 | MFK OKD Karviná (host.)  | FNL                | 13     | 1    |
| 2016/17 | MFK Karviná              | ePojisteni.cz liga |        |      |

## Reprezentační kariéra
V roce 2009 hrál za výběr Česka do 20 let, za který nastoupil ke třem zápasům na Mistrovství světa U20 v Egyptě, kde Česká republika vypadla v osmifinále s Maďarskem. V letech 2009–2010 nastoupil za reprezentaci hráčů do 21 let.